# Eimuntas Nekrošius
Eimuntas Nekrošius, född 21 november 1952 i Pažobris i Raseiniai kommun i Kaunas län, död 20 november 2018 i Vilnius, var en litauisk teaterregissör.

## Biografi
Nekrošius utexaminerades från Rossijskij Universitet Teatralnogo Iskusstva (Ryska teaterhögskolan) 1978 där han studerat teaterregi. 1978-1979 arbetade han på Jaunimo teatras i Vilnius där han 1977 debuterat som regissör med en uppsättning av Shelagh Delaneys Medaus skonis (En doft av honung). 1979-1980 arbetade han på Kauno dramos teatras varefter han återvände till Jaunimo teatras och stannade där till 1991. 1993-1998 var han konstnärlig ledare för den internationella teaterfestivalen Life i Vilnius. 1998 grundade han den fria teatergruppen Meno Fortas som han lett sedan dess. Gruppen har turnerat flitigt i Europa och USA. Eimuntas Nekrošius har uppmärksammats stort för sina uppsättningar av Aleksandr Pusjkins och Anton Tjechovs pjäser och är flerfaldigt prisbelönt för sina Shakespeare-uppsättningar. Han är internationellt verksam och har regisserat i Österrike, Italien, Israel, Ryssland, Schweiz, Argentina och USA. Bland utmärkelser han tilldelats kan nämnas det europeiska teaterpriset Premio Europa New Theatrical Realities 1994.
Hans uppsättning av William Shakespeares Hamlet som först producerades på Life-festivalen med rocksångaren Andrius Mamontovas i huvudrollen 1997 turnerade under fem år runt Europa, bland annat gästspelade den på Avignonfestivalen 1998. Samma år gästspelade uppsättningen på Ibsenfestivalen i Oslo, följt 1999 av Københavns Internationale Teaterfestival (KIT) 1999, Kronborgs slott i Helsingör 2001 och Stockholms stadsteater 2002. 2009 gästspelade Meno Fortas med Johann Wolfgang von Goethes Faust på Tampereen Teatterikesä (Tammerfors Teatersommar). 1997 sände Sveriges Television dokumentären Flyg, min dröm, flyg som producerats av Svenska Yle om honom.